# Ryūnosuke Satō
Ryunosuke Sato (japanisch 佐藤 龍之介 Sato Ryunosuke; * 16. Oktober 2006 in Nishitōkyō, Präfektur Tokio) ist ein japanischer Fußballspieler.

## Karriere

### Verein
Ryunosuke Sato erlernte das Fußballspielen in der Jugend des FC Tokyo. Hier unterschrieb er am 1. Februar 2024 auch seinen ersten Vertrag. Der Verein, der in der Präfektur Tokio beheimatet ist, spielt in der ersten Liga, der J1 League. Sein Erstligadebüt gab Ryunosuke Sato am 21. April 2024 (9. Spieltag) im Heimspiel gegen den FC Machida Zelvia. Bei der 1:2-Heimniederlage wurde er in der 73. Minute für Kota Tawaratsumida eingewechselt. In seiner ersten Profisaison bestritt er drei Ligaspiele. Im Januar 2025 wechselte er auf Leihbasis zum ebenfalls in der ersten Liga spielenden Fagiano Okayama.

### Nationalmannschaft
Ryunosuke Sato spielte von 2023 bis 2024 zehnmal in der japanischen U17-Nationalmannschaft. Mit der Mannschaft nahm er 2023 an der U17 Asienmeisterschaft in Thailand teil. Hier erreichte man das Finale, das man mit 3:0 gegen Südkorea gewann. Im gleichen Jahr nahm er mit Japan an der U17-Weltmeisterschaft in Indonesien teil. Mit dem Team erreichte er das Achtelfinale. Das Spiel gegen Spanien verlor man mit 2:1. Seit 2024 spielt er für die U19-Nationalmannschaft.

## Erfolge

### Nationalmannschaft
Japan U17
- AFC U17 Asian Cup: 2023